# Unterseeboot 312
Le Unterseeboot 312 (ou U-312) est un sous-marin allemand (U-Boot) de type VII.C utilisé par la Kriegsmarine (marine de guerre allemande) pendant la Seconde Guerre mondiale.

## Construction
L'U-312 est un sous-marin océanique de type VII C. Construit dans les chantiers de Flender Werke AG à Lübeck, la quille du U-312 est posée le 10 avril 1942 et il est lancé le 27 février 1943. L'U-312 entre en service deux mois plus tard.

## Historique
Mis en service le 21 avril 1943, l'Unterseeboot 312 reçoit sa formation de base à Danzig dans la 8. Unterseebootsflottille jusqu'au 30 novembre 1943, puis l'U-312 intègre son unité de combat à Saint-Nazaire à la 6. Unterseebootsflottille. Le 1er janvier 1944, il rejoint la 11. Unterseebootsflottille à Bergen en Norvège, puis à partir du 1er septembre 1944, la 13. Unterseebootsflottille à Drontheim à la Base sous-marine de Dora.
En vue de la préparation de sa première patrouille, l'U-312 quitte le port de Kiel le 13 janvier 1944 sous les ordres de l'Oberleutnant zur See Kurt-Heinz Nicolay pour rejoindre, cinq jours plus tard, le port de Bergen le 17 janvier 1944.
Le 23 janvier 1944, il appareille, pour sa première patrouille, pour Narvik qu'il rejoint 13 jours plus tard le 4 février 1944. Le 7 février 1944, continuant sa mission, il rejoint le port de Hammerfest le 29 février 1944 après vingt-trois jours en mer.
Au cours de cette sortie, l'Oberleutnant zur See Kurt-Heinz Nicolay est promu le 1er février 1944 au grade de Kapitänleutnant.
Sa deuxième patrouille part de Brest le 7 mars 1944.
Au cours de cette dernière, l'Oberleutnant zur See Joachim Zander est promu le 1er avril 1944 au grade de Kapitänleutnant.
Pour sa huitième patrouille, il appareille du port de Kilbotn le 16 avril 1945 pour y revenir 23 jours plus tard le 8 mai 1945, date de la capitulation de l'Allemagne nazie. Le lendemain, l'U-312 part pour Narvik qu'il atteint en fin de journée pour être capturé.
Trois jours plus tard, le 12 mai 1945, l'U-312 reprend la mer pour rejoindre Skjomenfjord.
Tous les U-Boote capturés dans la région de Narvik à la fin de la guerre sont déplacés vers Skjomenfjord par ordre des Alliés, pour éviter les tensions avec les Norvégiens, le 12 mai. Le 15 mai, un convoi allemand de cinq navires (le fleet tender Grille avec le personnel du Führer der U-Boote (en) (FdU) norvégien à bord, le navire ravitailleur Kärnten, le navire de réparation Kamerun et les navires d'intendance Huascaran et Stella Polaris) et quinze U-Boote (U-278, U-294, U-295, U-312, U-313, U-318, U-363, U-427, U-481, U-668, U-716, U-968, U-992, U-997 et U-1165) appareille pour Trondheim ; il est intercepté après deux jours par le 9e groupe d'escorte au large des côtes norvégiennes. Alors que les navires de surface sont autorisés à se rendre ensemble à Trondheim, les U-Boote sont escortés vers Loch Eriboll en Écosse, y parvenant le 19 mai. Ces sous-marins sont convoyés soit à Lisahally soit au Loch Ryan pour leur destruction dans l'opération alliée de destruction massive d'U-Boote.
L'U-312 prend donc le 15 mai 1945 la route vers la Grande-Bretagne et atteint Loch Eriboll en Écosse le 19 mai 1945 puis  Lisahally.
L'U-312 est coulé le 29 novembre 1945 à la position géographique de 55° 35′ N, 7° 54′ O.

## Affectations successives
- 8. Unterseebootsflottille à Danzig du 21 avril au 30 novembre 1943 (entrainement)
- 6. Unterseebootsflottille à Saint-Nazaire du 1er décembre au 31 décembre 1943 (service actif)
- 11. Unterseebootsflottille à Bergen du 1er janvier au 31 août 1944 (service actif)
- 13. Unterseebootsflottille à Drontheim du 1er septembre 1944 au 8 mai 1945 (service actif)

## Commandement
- Oberleutnant zur See, puis Kapitänleutnant Kurt-Heinz Nicolay du 21 avril 1943 au 1er décembre 1944
- Oberleutnant zur See Friedrich-Georg Herrle du 2 décembre 1944 au 231 janvier 1945
- Oberleutnant zur See Jürgen von Gaza du 1er février au 9 mai 1945

## Patrouilles
|       | Commandant                   | Départ           | Départ       | Arrivée         | Arrivée                    | Jours     | Succès |
| ----- | ---------------------------- | ---------------- | ------------ | --------------- | -------------------------- | --------- | ------ |
|       | Oblt. Kurt-Heinz Nicolay     | 13 janvier 1944  | Kiel         | 17 janvier 1944 | Bergen                     | 5 jours   |        |
| 1     | Oblt. Kurt-Heinz Nicolay     | 23 janvier 1944  | Bergen       | 4 février 1944  | Narvik                     | 13 jours  |        |
| →     | Kplt. Kurt-Heinz Nicolay     | 7 février 1944   | Narvik       | 29 février 1944 | Hammerfest                 | 23 jours  |        |
| 2     | Kplt. Kurt-Heinz Nicolay     | 15 mars 1944     | Hammerfest   | 12 avril 1944   | Narvik                     | 29 jours  |        |
| 3     | Kplt. Kurt-Heinz Nicolay     | 29 avril 1944    | Narvik       | 13 mai 1944     | Narvik                     | 15 jours  |        |
|       | Kplt. Kurt-Heinz Nicolay     | 14 mai 1944      | Narvik       | 17 mai 1944     | Trondheim                  | 4 jours   |        |
|       | Kplt. Kurt-Heinz Nicolay     | 21 août 1944     | Trondheim    | 24 août 1944    | Narvik                     | 4 jours   |        |
| 4     | Kplt. Kurt-Heinz Nicolay     | 7 septembre 1944 | Narvik       | 2 octobre 1944  | Narvik                     | 26 jours  |        |
| 5     | Kplt. Kurt-Heinz Nicolay     | 17 octobre 1944  | Narvik       | 8 novembre 1944 | Narvik                     | 23 jours  |        |
|       | Oblt. Friedrich-Georg Herrle | 5 décembre 1944  | Narvik       | 8 décembre 1944 | Trondheim                  | 4 jours   |        |
| 6     | Oblt. Friedrich-Georg Herrle | 14 décembre 1944 | Trondheim    | 4 janvier 1945  | Trondheim                  | 22 jours  |        |
|       | Oblt. Jürgen von Gaza        | 7 mars 1945      | Trondheim    | 10 mars 1945    | Narvik                     | 4 jours   |        |
| 7     | Oblt. Jürgen von Gaza        | 12 mars 1945     | Narvik       | 9 avril 1945    | Kilbotn                    | 29 jours  |        |
| 8     | Oblt. Jürgen von Gaza        | 16 avril 1945    | Kilbotn      | 8 mai 1945      | Kilbotn                    | 23 jours  |        |
|       | Oblt. Jürgen von Gaza        | 9 mai 1945       | Kilbotn      | 9 mai 1945      | Narvik                     | 1 jour    |        |
|       | Oblt. Jürgen von Gaza        | 12 mai 1945      | Narvik       | 12 mai 1945     | Skjomenfjord               | 1 jour    |        |
|       | Oblt. Jürgen von Gaza        | 15 mai 1945      | Skjomenfjord | 19 mai 1945     | Loch Eriboll - Royaume-Uni | 5 jours   |        |
| Total | Total                        | Total            | Total        | Total           | Total                      | 231 jours | 0 t    |

Note : Oblt. = Oberleutnant zur See - Kplt. = Kapitänleutnant

### Opérations Wolfpack
L'U-312 a opéré avec les Wolfpacks (meute de loups) durant sa carrière opérationnelle.
1. Isegrim (25 janvier 1944 - 27 janvier 1944)
2. Werwolf (8 février 1944 - 28 février 1944)
3. Thor (17 mars 1944 - 5 avril 1944)
4. Donner (5 avril 1944 - 10 avril 1944)
5. Donner & Keil (30 avril 1944 - 3 mai 1944)
6. Trutz (3 mai 1944 - 11 mai 1944)
7. Grimm (9 septembre 1944 - 1er octobre 1944)
8. Panther (20 octobre 1944 - 4 novembre 1944)
9. Hagen (13 mars 1945 - 21 mars 1945)
10. Faust (19 avril 1945 - 1er mai 1945)

## Navires coulés
L'Unterseeboot 312 n'a ni coulé, ni endommagé de navire marchand ennemi au cours des huit patrouilles (203 jours en mer) qu'il effectua.

### Source et bibliographie
- (en) Cet article est partiellement ou en totalité issu de l’article de Wikipédia en anglais intitulé « German submarine U-312 » (voir la liste des auteurs).
- Chris Bishop, historien militaire (trad. de l'anglais par Christian Muguet), Les sous-marins de la Kriegsmarine : 1939-1945 : le guide d'identification des sous-marins [« The spellmount submarine identification guide : Kriegsmarine U-boats 1939-1945 »], Paris, Éd. de Lodi, 2008, 192 p. (ISBN 978-2-84690-327-1, OCLC 470721805, BNF 41298980)